# Albatros B.I

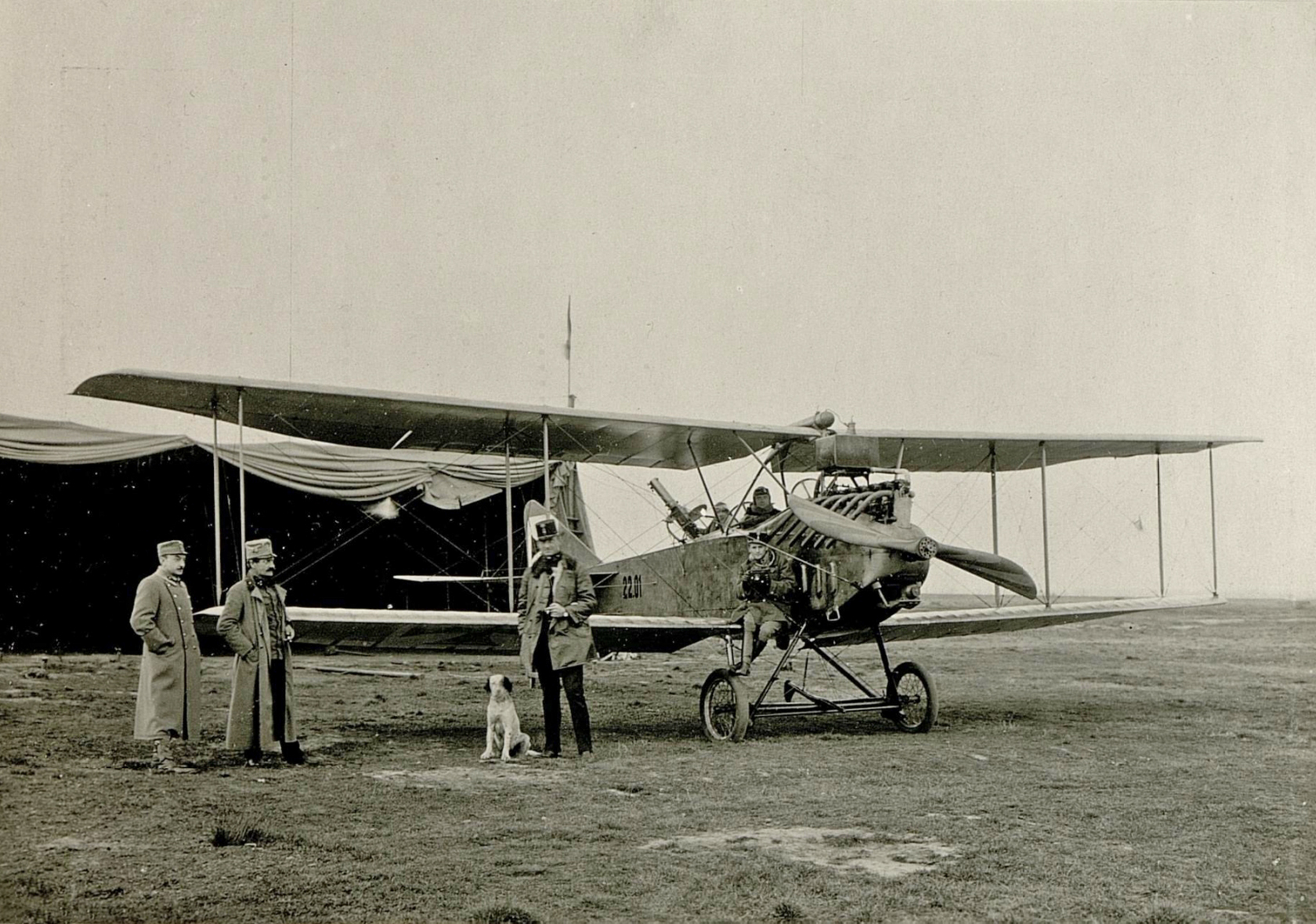
Österreichischer Lizenzbau der Albatros B.I (Version mit zwei Stielpaaren), Herbst 1915

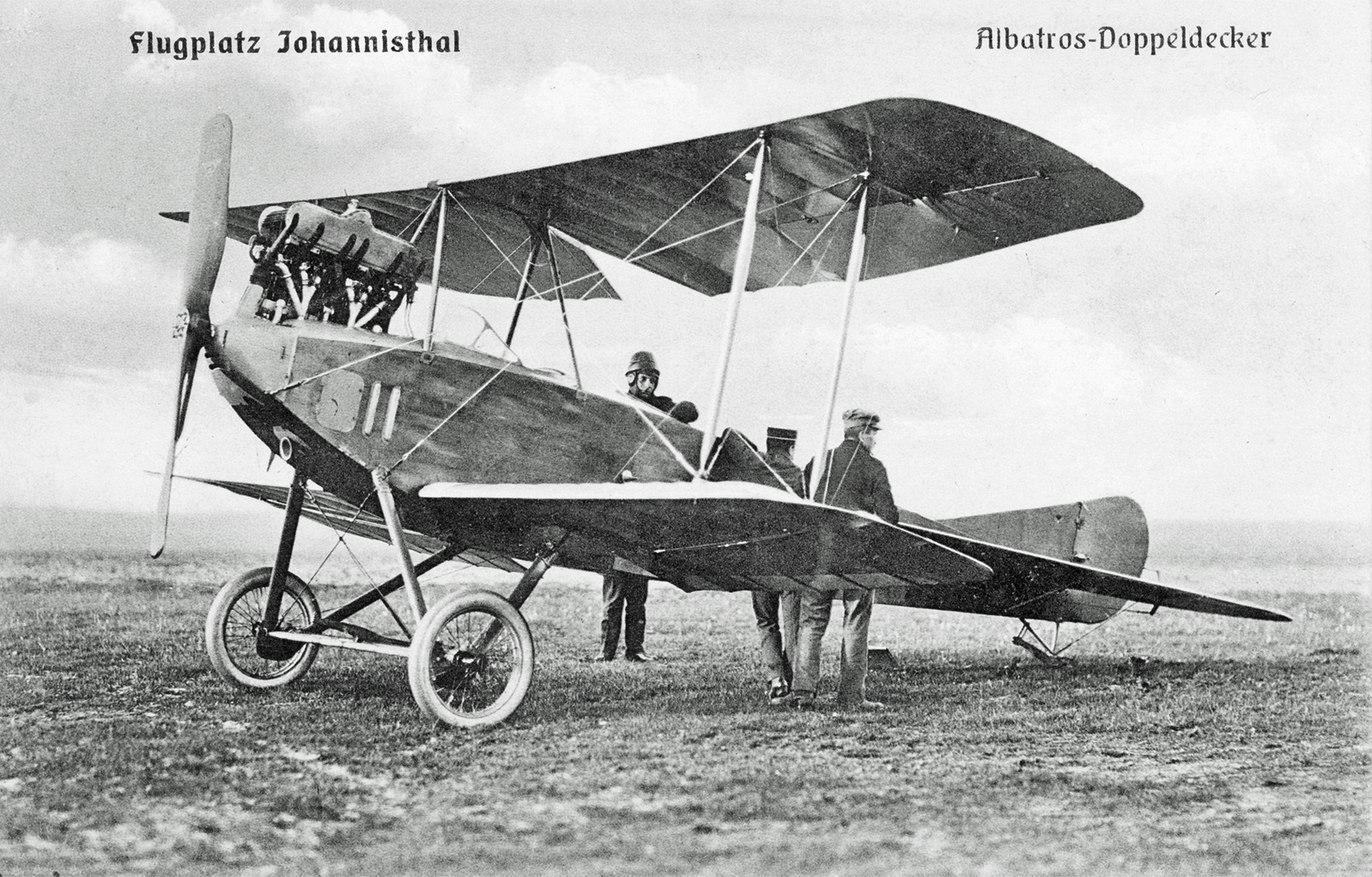
Version des Albatros Doppeldeckers mit einem Stielpaar in Johannisthal, der 1914 den Geschwindigkeitspreis beim Aspern Flugtreffen gewinnt

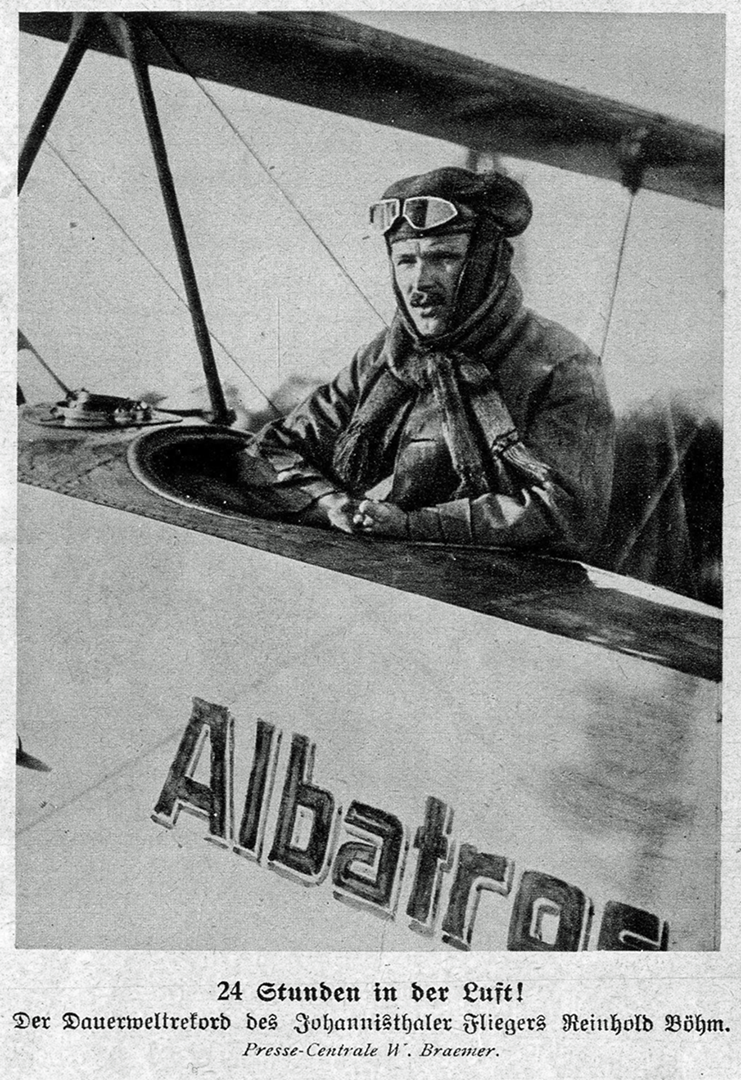
Reinhold Böhm nach dem Dauerflug-Weltrekord im Albatros-Doppeldecker

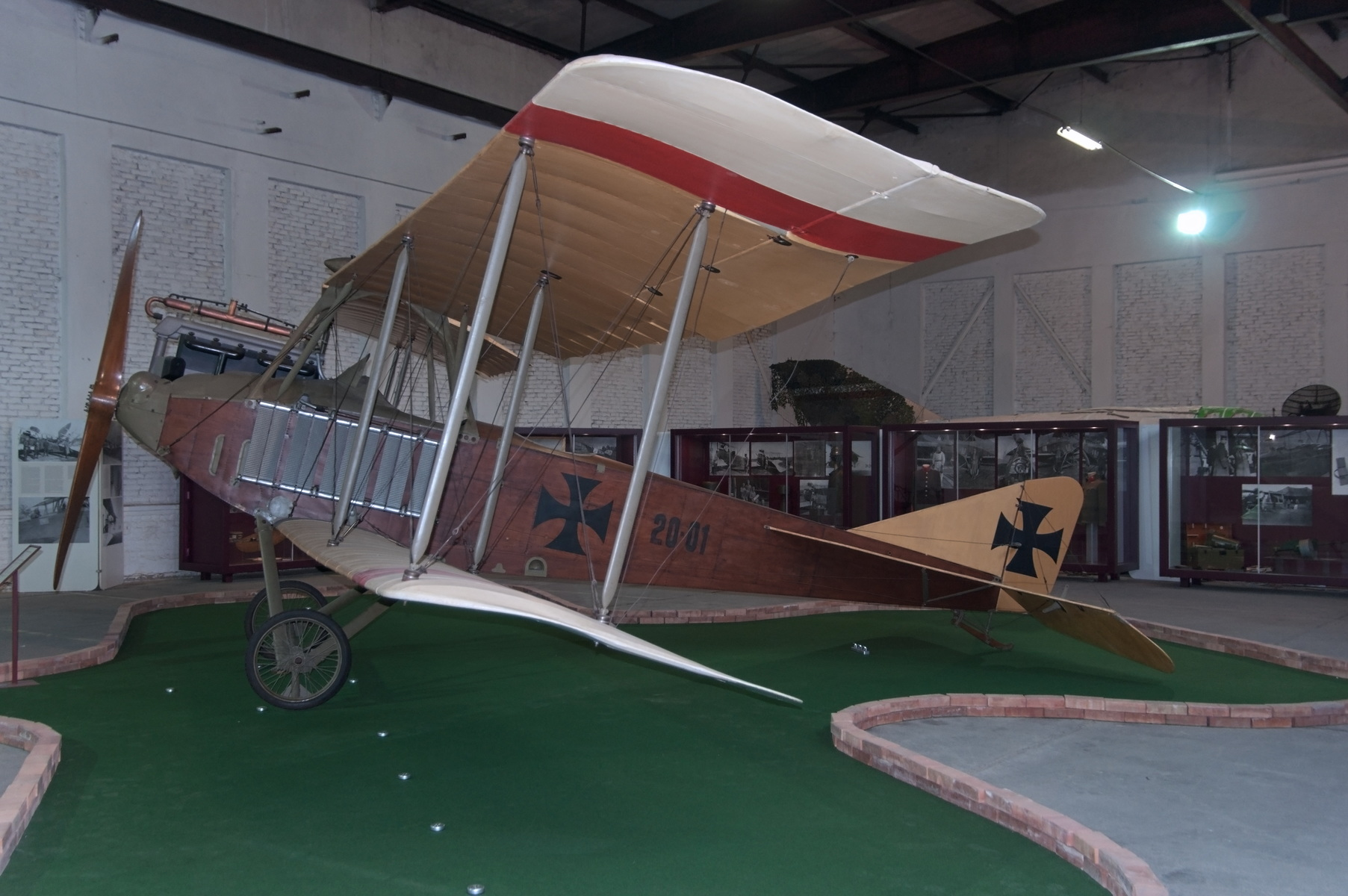
Albatros B.I, von den Albatros Flugzeugwerken am 1. Oktober 1914 als Muster für den Prototypenbau an die Phönix Flugzeugwerke überstellt

Die Albatros B.I (in zeitgenössischen Quellen auch Albatros-Militär-Doppeldecker genannt) war ein deutsches Militärflugzeug. Es wurde als Aufklärer entworfen und bis 1915 auch als solcher bei den Luftstreitkräften geflogen, die interne Werksbezeichnung lautete L-1. Bei Ausbruch des Ersten Weltkrieges wurde ein militärisches Bezeichnungssystem eingeführt, und das Muster hieß nunmehr Albatros B.I. Die Phönix Flugzeugwerke bauten das Flugzeug in Lizenz für Österreich-Ungarn.

## Konstruktion
Mit den ausgereiften Halbschalen-Holzrumpfkonstruktionen von Ober-Ingenieur Hugo Grohmann verfügte Albatros über gewichtsarme und leistungsfähige Rumpfkonstruktionen. Ernst Heinkel und Robert Thelen entwickelten 1913 als wichtigsten Typ auf dieser Holzrumpfbasis den Albatros DD (Doppeldecker, spätere militärische Bezeichnung Albatros B.I). Das Fahrwerk bestand aus einem festen zweirädrigen Hauptfahrwerk mit durchgehender Achse und einem Hecksporn. Gebremst wurde mit einem an der Fahrwerksachse befestigten Erdhaken. Es existierte auch eine schwimmfähige Version, die Albatros WDD (W.1).

## Versionen
Die Maschine wurde mit Mercedes-Motoren zu 75, 100, und 120 PS Leistung ausgestattet, die eine feste Zweiblatt-Holzluftschraube antrieben. Die Flügel-Spannweite variierte. Je nach Spannweite gab es Versionen mit einem Stielpaar (Albatros Renndoppeldecker) sowie zwei und drei Stielpaaren.

## Nutzung
1914 konnte die B.I einen Höhenrekord aufstellen.  Vom Flugplatz Johannisthal aus stellte vom 27. bis 28. Juni 1914 der Flugpionier Werner Landmann mit einem mit einem 75 PS-Motor ausgestatteten Flugzeug einen Weltrekord im Dauerflug in 21 Stunden und 49 Minuten auf. Diesen verbesserte der Albatros-Werkspilot Reinhold Böhm vom 10. bis 11. Juli 1914  mit einer Flugdauer von 24 Stunden und 10 Minuten. Die Höhen- und Dauerflugrekorde wurden mit der drei Stielpaar-Version aufgestellt.
Wegen der Unterlegenheit gegenüber alliierten Jagdflugzeugen wurde das Flugzeug 1915 aus dem aktiven Frontdienst abgezogen und diente bis 1918 als Schulflugzeug.

## Technische Daten
| Kenngröße             | Daten                                                                             |
| --------------------- | --------------------------------------------------------------------------------- |
| Besatzung             | 2                                                                                 |
| Länge                 | 8,55 m                                                                            |
| Spannweite            | 14,30 m                                                                           |
| Höhe                  | 3,50 m                                                                            |
| Flügelfläche          | 43,00 m²                                                                          |
| Leermasse             | 600 kg                                                                            |
| Zuladung              | 200 kg                                                                            |
| max. Startmasse       | 800 kg                                                                            |
| Höchstgeschwindigkeit | 100 km/h                                                                          |
| Startrollstrecke      | 50 m                                                                              |
| Steigleistung         | 1,00 m/s                                                                          |
| max. Reichweite       | 650 km                                                                            |
| Triebwerk             | ein wassergekühlter 6-Zylinder-Reihenmotor Mercedes, 100 PS (74 kW) Startleistung |